# Kirovo-Csepeck
Kirovo-Csepeck (oroszul: Кирово-Чепецк) város Oroszország Kirovi területén, a Kirovo-csepecki járás székhelye.
Lakossága: 80 921 fő (a 2010. évi népszámláláskor).

## Fekvése
A Kirovi terület délközponti részén, Kirov területi székhelytől 22 km-re délkeletre, a Csepca és a Vjatka találkozásánál, mindkét folyó bal partján fekszik. A Kirovot körülvevő ipari elővárosok egyike, az agglomeráció része. Vasútállomás (Csepeckaja) a transzszibériai vasútvonal Kirov–Glazov közötti szakaszáról leágazó rövid szárnyvonal végén. Kirov várossal rendszeres autóbuszjárat köti össze.

## Története
A 15. század közepén a Csepca torkolatánál novgorodiak alapítottak települést, mely később Uszty-Csepca (Csepca-torkolat) néven vált ismertté. A falu, ahol 1873-ban egy vállalkozó gyufagyárat alapított, a 20. században a mellette kiépült város része lett.
Kirovo-Csepeck városi jellegű település alapítási évének 1935-öt tekintik, akkor kezdődött a település életét döntően meghatározó nagy hőerőmű építése. Nem sokkal később hozzáláttak egy nagy vegyipari gyár építkezéséhez (később ott alakult ki a polimerek gyártása) és megépült a vasútvonal is. A gyorsan iparosodó település 1955-ben kapott városi rangot. 

## Gazdasága
A város a 20. század második felében nagy ipari központtá alakult. Az ipar vezető ágazata az energiatermelés, a vegyipar, a gépipar, jelentős a ruházati ipar, az építőanyagipar, az élelmiszeripar és a bútorgyártás is.
A városi hőerőmű első egységét 1942-ben helyezték üzembe. Akkor és még sokáig a helyben nagy mennyiségben rendelkezésre álló tőzeggel fűtötték. A ma már kombinált ciklusú erőmű a város egyetlen nagy hőszolgáltatója, és a környező városokba is innen juttatják el a villamosenergiát. Felújítási és korszerűsítési munkái a 2010-es évek közepén is folytak.
A B. P. Konsztantyinov nevét viselő vegyipari kombinát 1949-ben kezdte meg a teflon előállítására is használt hidrogén-fluorid termelést, később pedig a fluorpolimerek, a teflon gyártását. Termékeit elsősorban a hadiipar különféle ágazatai használták fel. A kombinát 2011-től GaloPolimer Kft néven folytatta tevékenységét, többek között freon gyártásával bővítették a termékek skáláját.
A vegyipar további nagyvállalatai:
- 2008 óta az Uralhim holding részeként működő nitrogénműtrágya gyár[5]
- a növényvédőszerek gyártására szakosodott egyik legnagyobb oroszországi kombinát[6]
- a hőszigetelő anyagok gyára, melynek termékei elsősorban építőipari felhasználásra készülnek[7]

Kirovo-Csepeck egyik vezető gépipari vállalata az elektromos- és kapcsolóberendezések gyára (Velkont, Vjatszkij Elektricseszkij Kontakt). Sokáig elsősorban a repülőgépgyártás számára készített berendezéseket, de a 21. században már szélesebb vevőkörre számítva alakította át termékskáláját. A városban meghonosodott a vegyipari gépgyártás is (SzojuzHimMas, RMZ). 
A régi nagy téglagyár helyén már a 21. században korszerűsített, német technológiára épülő téglagyár működik.  Az élelmiszeripar fontos létesítményei a kenyérgyár, a tej- és a húsfeldolgozó kombinát.